# Rush County, Indiana
Rush County är ett administrativt område i delstaten Indiana, USA, med 17 392 invånare. Den administrativa huvudorten (county seat) är Rushville.

## Geografi
Enligt United States Census Bureau har countyt en total area på 1 058 km². 1 057 km² av den arean är land och 1 km² är vatten.

### Angränsande countyn
- Henry County - norr
- Fayette County - öst
- Franklin County - sydost
- Decatur County - söder
- Shelby County - väst
- Hancock County - nordväst

### Orter
- Rushville (huvudort)